# Ниса (Доктор Ху)
Ниса (енгл. Nyssa) измишљени је лик у британској научнофантастичној телевизијској серији Доктор Ху који је тумачила Сара Сатон. Иако је Нису осмислио сценариста Џони Бирн за само један серијал Четвртог Доктора, Чувар Тракена, продукцијска екипа је касније одлучила да је треба задржати као главни лик. Ниса се вратила у следећем серијалу Логополис у ком се Четврти Доктор регенерисао и остала је као сапутница Петог Доктора. Била је један од главних ликова у серији од 1981. до 1983. године.

## Историја лика
Ниса је аристократа Тса ракена, ћерка Тремаса (отправника послова Тракенске заједнице) и Касијина пасторка. Она помаже Доктору и Адрику када је Господар преузео контролу над Чуварством тако што је прво обмануо, а затим убио њену маћеху, али је и сама хипнотисана и отета од стране њега пошто је преузео контролу над телом њеног оца. Пошто је ослобођена од Господареве контроле, Чувар је доводи у Логополис и открива да је Тракен уништен као нуспојава Господаревог петљања у Логополитанске формуле. Касније се придружује Адрику и Теган Јованки као сапутница и чланица посаде ТАРДИС-а и сведочи регенерацији Четвртог Доктора у Петог.
Током својих путовања са Теган и Адриком на ТАРДИС-у, Ниса се нашла заробљена у математичкој једначини од стране Господара – кога мрзи јер он сада користи лице њеног оца. Она такође сусреће род андроида и њиховог лудог владара, помаже да се осујете геноцидни планови рањеног Терилептила и случајно покреће Велики пожар у Лондону и открива своју несвакидашњу сличност са Енглеском друштвом из 1920-их Ен Талбот.
Адрикова смрт током борбе са Киберљудима дубоко је утицала на посаду ТАРДИС-а. Када су се суочили са привидом о њему коју је убрзо потом створио Господар, и Ниса и Теган су у почетку биле затечене све док Ниса није приметила да Адрик још увек носи своју сада уништену значку. Током ове пустоловине, Ниса такође показује раније невидљиву психичку способност када је контактирала Ксерафина.
Пошто је Теган случајно остављена на Хитру на крају догађаја у Временском лету, Ниса путује сама са Доктором на неодређено време.
Ниса и Доктор се поново уједињују са Теган док су се борили против Омеге у Амстердаму и на Галифреју. Касније, они помажу Теган да се бори са својим унутрашњим демонима (персонификованим од стране Маре), а у догађајима Модрина бесмртног упознају Докторовог старог пријатеља и савезника бригадира Летбриџ-Стјуарта. Током ове пустоловине посада ТАРДИС-а усваја Турла, ванземаљца који се представља као ученик енглеског интерната који је тајно склопио погодбу са Црним Чуваром да убије Доктора. Његово мешање у инфраструктуру ТАРДИС-а ју је дестабилизовало и она се закључала за наизглед запуштену свемирску станицу Терминус одвајајући Нису од осталих. Нисине пустоловине са Доктором се овде завршавају јер – на Теганин ужас – она одлучује да остане да помогне да се ослободе поробљени чувари и станицу претвара у праву болницу. Доктор је дирнут овим племенитим гестом и речима да мисли да је она веома храбра. Нисина дубока наклоност према Доктору је показана у овом тренутку када га је пољубила на растанку.
Петом Доктору се привиђала Нису упозоравајући га да не умре током регенерације на крају Пећина Андронзанија, а лик се појављује заједно са Петим Доктором и Пери Браун у добротворном специјалу Величине у времену из 1993. године.
Десети Доктор је последњи пут помињао Нису у епизоди специјала За деца у невољи из 2007. „Временски крах“ када је питао своју Пету инкарнацију где се налази у свом местимичном временском току.
Кратки специјал из 2020. објављен на званичном Јутјуб каналу Доктор Ху под насловом Збогом, Саро Џејн који је написао бивши директор серије Доктор Ко Расел Т. Дејвис открио је да је Ниса била у вези са сапутницом Теган Јованком.

## Појављивања у другим медијима
Иако Нисина судбина након ТАРДИС-а није извесна, огранак роман Питера Дарвила-Еванса наводи да је напустила "Терминус" и настанила се као академик на универзитету на неодређеној планети. У Азилу, Ниса се сусреће са Четвртим Доктором из времена пре него што ју је упознао док је истраживала историјску аномалију. Овај састанак оставља Доктору сазнање да ће морати да буде изузетно опрезан у раду са Нисом када на крају упозна њену млађу личност како би избегао да промени историју.
Од тада се Ниса појавила у неколико аудио дама у којима јој је још увек давала глас Сара Сатон заједно са Питером Дејвисоном у улози Петог Доктора у продукцији "Big Finish". Прајмвол, смештен у Тракенску прошлост, пружа објашњење за Нисин изненадни колапс на крају Четворо за судњи дан и њен очигледан развој психичких способности у Временском лету пошто ју је обмануо древни ентитет који је владао Тракеном у далекој прошлости као део сложеног плана да превари Доктора да му да приступ Извору. Друге приче у овом временском оквиру укључују нове привремене пратиоце Томаса Брустера и Хану Бартоломеју. „Зимски“ сегмент Кружног времена Пола Корнела и Мајка Медокса смештен је неколико година након Азила и приказује је са мужем Ласартијем и ћерком Ником. У Јунацима Сонтара, Ниса говори Теган да има двоје деце по имену Адрик и Теган (иако је касније потврђено да је погрешно именовала своју ћерку јер је бунцала због заразе биолошким оружјем).
Када је у сновима видела регенерирајућег Петог Доктора и веровала да је то можда последњи пут да га види, Ниса прихвата да он још увек путује и негде има пустоловине. Међутим, педесет година пошто их је напустила, Ниса упознаје Доктора, Теган и Турла (убрзо пошто су је напустили из своје перспективе) у Пауковој мрежи. Она поново почиње да путује са њима да би истражила лек за смртоносну кугу која је намерно направљена да буде опаснија како би корпорација могла да обезбеди конструисани лек. Низ догађаја оставља Нису са ваљаним узорком лека за вирус у његовим раним фазама, али овај узорак неће лечити мутирани сој који је тренутно активан у њено време више од двадесет година касније. Током својих путовања, Ниса се физички враћа на исте године када је првобитно напустила посаду (Смарагдни тигар). У Заробљеницима судбине, ТАРДИС је привучен планетом на којој је Докторов изворни ТАРДИС (Тип 50 који је поседовао на Галифреју пре него што је украо познати Тип 40 у импулсу да напусти планету) слетео, а посада на крају упознаје нисиног сина Адрика више од две деценије пошто је она наставила путовање са Доктором, спречавајући је да једноставно поново покупи свој живот сада када зна да се није вратила. Ниса и њен син могу да комбинују своја истраживања како би излечили кугу, при чему је Нисин лек за првобитну болест мапиран у истраживање које је Адрик предузео о томе како је вирус касније мутирао, али је Ниса спречена да се поново уједини са Адриком када је ТАРДИС ухваћен у ЦВЕ-у док је на путу до следеће планете и шаље се назад у Е-простор. Ниса на крају жртвује сопствену прилику да побегне како би се њени сапутници могли вратити кући, остајући у Е-простору да напаја опрему потребну за отварање коначног портала назад у Н-простор кроз који ТАРДИС може да путује. Аудио драма се завршава тако што Ниса, сада старица, чува врт у Е-простору пошто је провела последњу деценију подучавајући друге како да лече болесне, примећујући да Е-простор показује нове знаке живота пошто је Доктор изразио забринутост да би овом свету остало само неколико векова живота.
Ниса се појављује у аудио драми кратких путовања „Срце са обе стране“ где је приказана како управља медицинским бродом током Временског рата, а несвесно јој помаже Осми Доктор (који помаже Ниси под псеудонимом „Доктор Фостер“ да одврати гласину коју је чуо у будућности о броду који одговара опису Нисиног уништења).